# Риу-даз-Острас
Риу-даз-Острас (порт. Rio das Ostras) — муниципалитет в Бразилии, входит в штат Рио-де-Жанейро. Составная часть мезорегиона Байшадас-Литоранеас. Входит в экономико-статистический микрорегион Басия-ди-Сан-Жуан. Население составляет 74 750 человек на 2007 год. Занимает площадь 230,621 км². Плотность населения — 324,1 чел./км².

## История
Город основан 10 апреля 1992 года.

## Статистика
- Валовой внутренний продукт на 2005 год составляет 4 513 353 тысяч реалов (данные: Бразильский институт географии и статистики).
- Валовой внутренний продукт на душу населения на 2005 год составляет 94 384,00 реалов (данные: Бразильский институт географии и статистики).
- Индекс развития человеческого потенциала на 2000 год составляет 0,775 (данные: Программа развития ООН).

## География
Климат местности: тропический.